# Gustave Guyot de Villeneuve
François Gustave Adolphe Guyot de Villeneuve (23 octobre 1825 à Paris - 22 mars 1898 à Paris) est un administrateur français, qui fut l'un des plus grands bibliophiles français de la seconde moitié du XIXe siècle. 

## Biographie
Descendant d'une famille parisienne anoblie en 1786 par l'échevinage et qui avait donné sous l'Ancien Régime plusieurs échevins à la capitale, il est le fils de François-Pierre Guyot de Villeneuve (1800-1884), directeur et vice-président de la Caisse d'épargne et de prévoyance, lieutenant-colonel à l'État-major des Gardes nationales de la Seine et doyen du conseil d'escompte de la Banque de France,. Son grand-père, François Guyot de Villeneuve (1766-1848), était propriétaire du domaine des Prés et de l'hôtel d'Hallwyll, et une de ses tantes épousera Louis-Marie de Belleyme.
Lors de sa scolarité au collège royal de Charlemagne, il est quatrième au concours général de latin en 1841. Docteur en Droit, il rentre dans la diplomatie et devient secrétaire d'ambassade, puis attaché à la légation de France à Washington. Gustave Guyot de Villeneuve quitte la diplomatie en 1851. 
Monarchiste très lié à la famille d'Orléans, il entendait protester contre le coup d'État du prince-président Napoléon III.
Il put dès lors, à côté de ses activités de grand propriétaire foncier et d'agronome averti, se consacrer à ses deux passions, les voyages et la bibliophilie. Il constitue une remarquable collection de livres et de manuscrits, dont le fleuron était le livre d'heures du maréchal de Boucicault, l'un des plus beaux manuscrits français du XIVe siècle, qu'il avait retrouvé en Angleterre. Membre de la Société des bibliophiles français, il en devint par la suite le président.
Il était également un ami intime du duc d'Aumale qui le consulta souvent pour ses collections (musée Condé au château de Chantilly).
La célèbre collectionneuse Nélie Jacquemart acquit à une des deux ventes de sa bibliothèques deux manuscrits enluminés, Les Heures de Savoie de l'atelier de Jean Pucelle, et Les Heures du maître de Boucicaut.
Il devient conseiller d'arrondissement du canton de Sancerre en 1866 ; il en donne sa démission en 1869.
Ayant abrité plusieurs mois dans son hôtel particulier parisien du square de Messine, le comte et la comtesse de Paris à leur retour d'exil en 1871, il milite au début des années 1870 en faveur d'une restauration monarchique, et le duc de Broglie, alors président du Conseil, le nomme en 1873 préfet de Seine-et-Marne. C'est alors que cet amateur d'art se passionne pour l'avenir du château de Vaux-le-Vicomte, mis en vente en 1875 par les ducs de Choiseul-Praslin et menacé d'être détruit ; il eut la joie de le faire acquérir par son ami le richissime industriel du sucre Alfred Sommier qui le restaura à grands frais jusqu'à sa mort (1908). Il agit de même pour le château du Champ-de-Bataille dans l'Eure, acheté en 1877 par son ami le préfet Joseph Michon qui ne le conserva pas. 
Il quitta la carrière préfectorale en 1877, peu après avoir été nommé préfet de l'Aisne, en désaccord avec l'entourage du maréchal de Mac-Mahon sur l'opportunité du « coup d’État » du 16 mai. Il est alors nommé trésorier-payeur général d'Eure-et-Loir.
En 1861 il avait épousé à Saint-Bouize Marie-Amélie Bachasson de Montalivet (1838-1899), fille du comte Camille de Montalivet, dont il eut trois fils : 
- Camille (1862-1939), secrétaire d'ambassade, démissionnaire en 1886 pour protester contre le vote des lois d'exil frappant le comte de Paris, membre du service d'honneur de ce dernier, puis député rallié des Basses-Alpes ;
- Jean (1864-1909), officier breveté d'État-Major, député de Neuilly, qui déclencha en 1904 l'« affaire des Fiches » ;
- François (1865-1936), officier de cavalerie.

Il meurt le 22 mars 1898 et est enterré au cimetière du Père-Lachaise (25e division). À sa mort, sa bibliothèque fut vendue aux enchères en 1900 et 1901, et son cabinet de dessins en 1900.
Son portrait lisant sur une table est reproduit par Patrice de Voguë, arrière petit-fils d'Alfred Sommier, dans son Mémoire d'un chef-d'œuvre, Vaux-le-Vicomte 1875-2008.

## Sources
- M. d'Eylac [pseudonyme du baron de Claye], La Bibliothèque Guyot de Villeneuve, in L'Almanach du Bibliophile pour l'année 1900